# نبرد خلیج اورموک

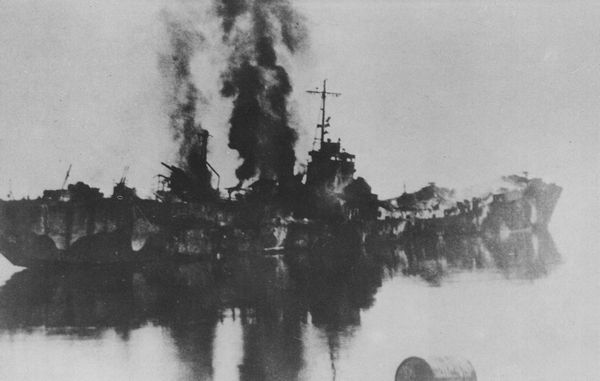
ناو نفربر آی‌جی‌ان در خلیج اورموک

نبرد خلیج اورموک نامی‌است که به یک‌رشته درگیری‌های میان امپراتوری ژاپن و ایالات متحده آمریکا در دریای کاموتس در فیلیپین در بازهٔ زمانی ۱۱ نوامبر تا ۲۱ دسامبر ۱۹۴۴ گفته می‌شود. این درگیری‌ها در واقع بخشی از نبرد لیته در جنگ اقیانوس آرام در میانهٔ جنگ جهانی دوم بود. دلیل اصلی این نبرد کوشش آمریکایی‌ها برای جلوگیری از بسیج و تجهیز دوبارهٔ ژاپنی‌ها در جزیره لیته بود. سرانجام این نبرد پیروزی آمریکایی‌ها بود.